# Quartel CANIFA

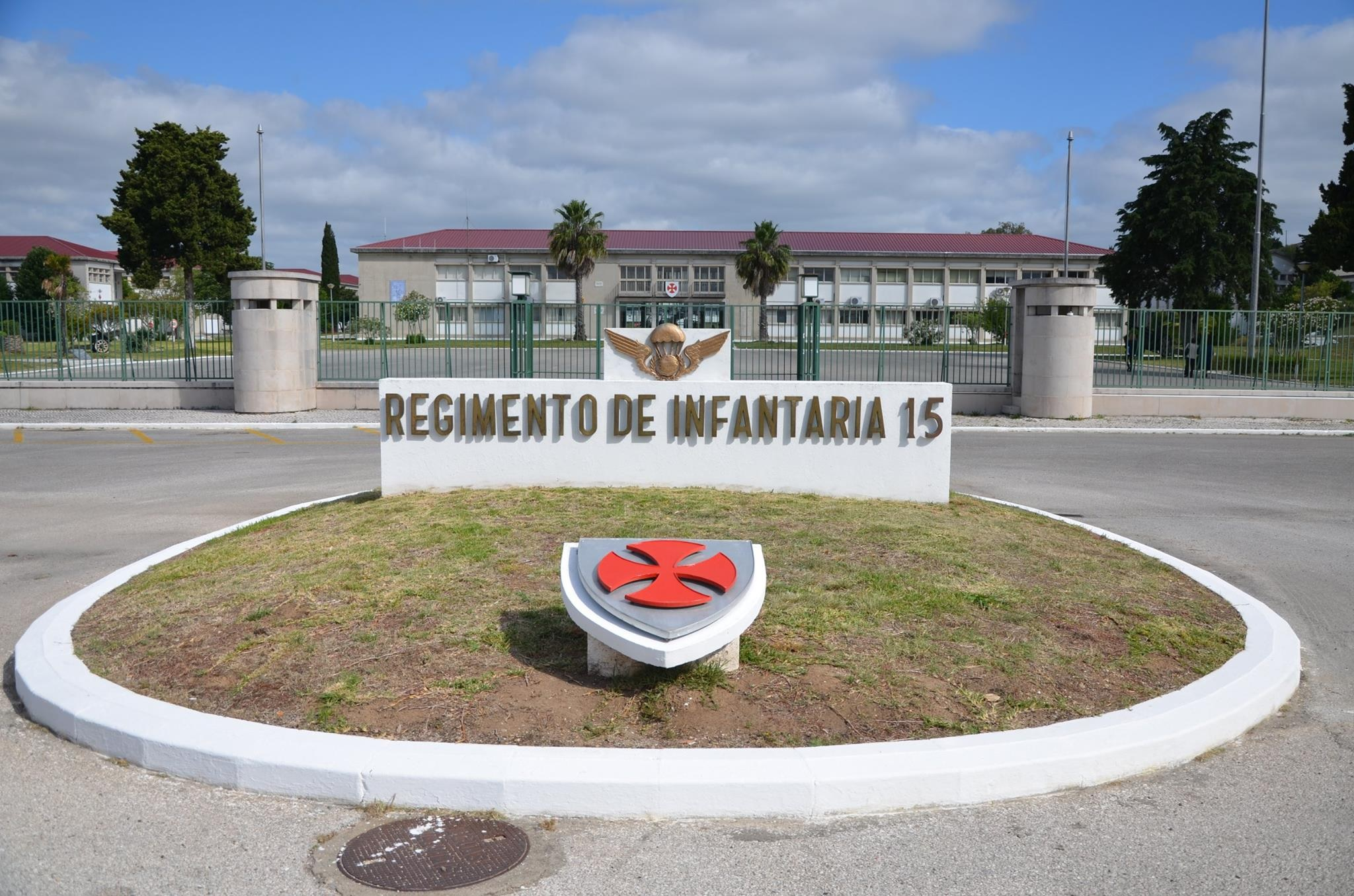
Porta de armas do quartel do Regimento de Infantaria n.º 15 em Tomar, exemplo de quartel do tipo CANIFA.

Um quartel CANIFA é um modelo de aquartelamento militar, que obedece a um padrão arquitetónico comum, existente em várias localidade de Portugal e do antigo Ultramar Português.
Este modelo de instalação militar foi estabelecido pelas comissões de novas instalações das Forças Armadas, no âmbito dos programas de modernização militar iniciados na década de 1940. Foram construídos quartéis deste tipo em várias localidades do país, para os três ramos das Forças Armadas Portuguesas, nas décadas de 1950 e de 1960. A designação "CANIFA" refere-se à sigla da Comissão Administrativa das Novas Instalações para as Forças Armadas, organismo que promoveu o projeto e a construção dos quartéis segundo este modelo.

## Arquitetura
Os quartéis CANIFA apresentam uma disposição semelhante, quer em termos de disposição e orientação dos edifícios, quer em termos da arquitetura dos próprios edifícios, a qual segue genericamente o estilo Português Suave. Os projetos foram realizados por equipas de arquitetos e engenheiros civis, entre os quais se encontravam os arquitetos António Lino, Marciano Rodrigues e Samuel Quiniha.
O modelo de quartel CANIFA foi projetado para alojar normalmente uma unidade territorial do tipo regimento ou equivalente. Na época, cada uma destas unidades constituía um elemento da malha territorial do Exército, com a função de servir de centro de instrução e mobilização militar na região onde estava implantada. Cada quartel teria capacidade para alojar e garantir as condições de instrução de cerca de 1000 militares, a maioria dos quais mancebos a cumprir o serviço militar obrigatório.
Normalmente, cada quartel ocupa uma área de 100 000 m² a 200 000 m², incluindo no seu perímetro as seguintes infraestruturas: 
1. Porta de armas,
2. Casa da guarda (normalmente anexa à porta de armas),
3. Edifício do comando,
4. Casa de oficiais,
5. Casa de sargentos,
6. Casernas de praças (três a dez casernas por quartel, cada qual podendo alojar cerca de 130 militares),
7. Refeitório geral,
8. Enfermaria,
9. Ginásio,
10. Arrecadações,
11. Parques e oficinas automóveis,
12. Carreira de tiro,
13. Parada,
14. Pistas e campos desportivos,
15. Paiol de munições.

Para além destas, alguns quartéis específicos dispõem de infraestruturas especiais adicionais.

## Quartéis CANIFA ainda em funcionamento

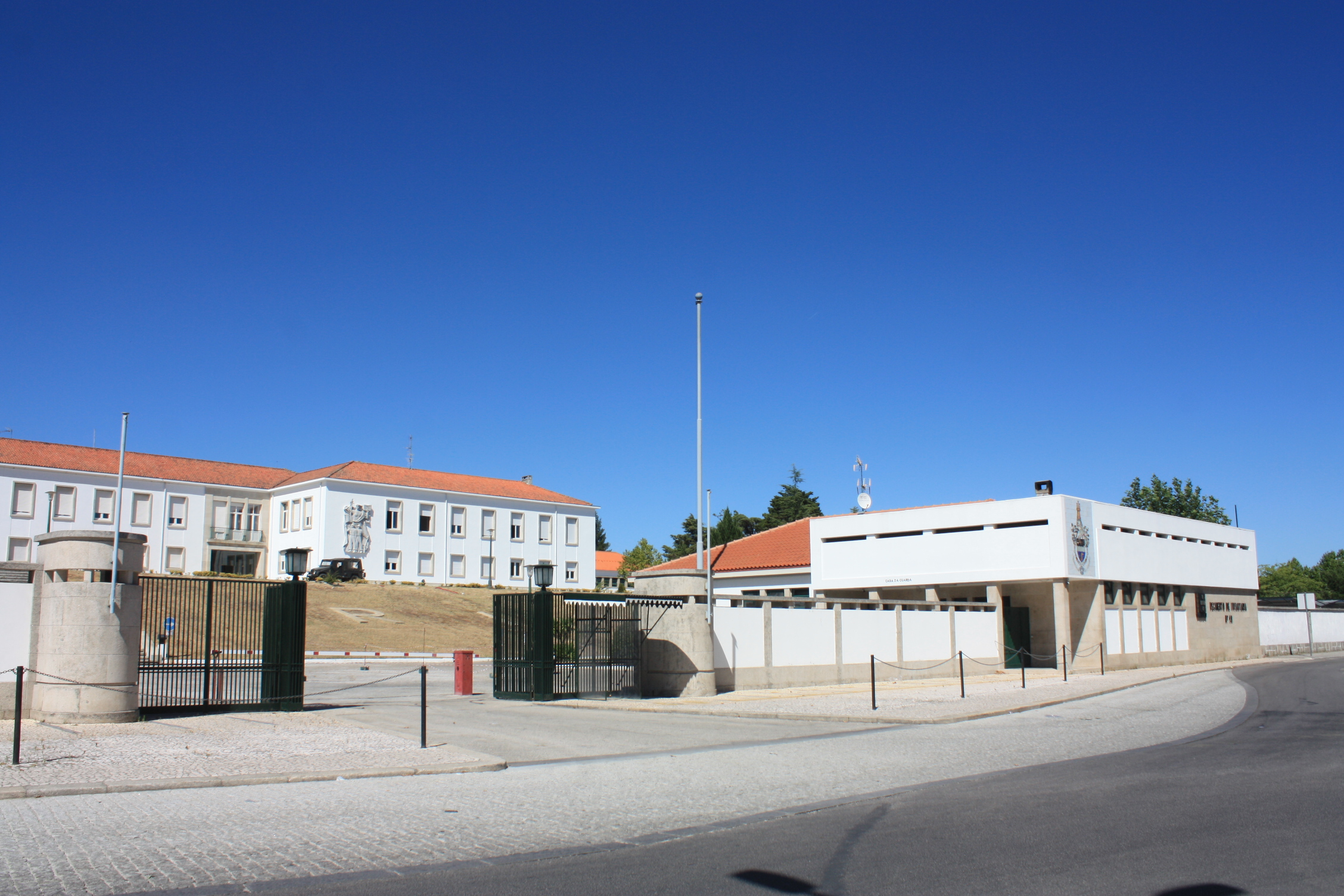
Quartel do Regimento de Infantaria n.º 19, Chaves

Todos os quartéis CANIFA construídos de raiz se encontram ainda em funcionamento. São eles:
1. Quartel do Regimento de Infantaria n.º 19 (originalmente, Quartel do Batalhão de Caçadores n.º 10), em Chaves
2. Quartel da Borralha (Regimento de Infantaria n.º 13), em Vila Real,
3. Quartel do Regimento de Cavalaria n.º 6, em Braga,
4. Quartel do Regimento de Transmissões (originalmente, Quartel do Regimento de Infantaria n.º 6), no Porto,
5. Quartel de Jugueiros (Regimento de Infantaria n.º 14), em Viseu,
6. Quartel da Cruz d'Areia (Regimento de Artilharia n.º 4, originalmente Regimento de Infantaria n.º 7), em Leiria,
7. Quartel do Núcleo Preparatório do Regimento de Apoio Militar de Emergência (originalmente, Quartel do Regimento de Infantaria n.º 2), em Abrantes,
8. Quartel do Regimento de Infantaria n.º 15, em Tomar,
9. Quartel da Escola de Sargentos do Exército (originalmente, Quartel do Regimento de Infantaria n.º 5), nas Caldas da Rainha,
10. Quartel do Regimento de Lanceiros N.º 2 (originalmente, Quartel do Regimento de Infantaria n.º 1), na Amadora,
11. Quartel da Encarnação (Regimento de Transportes, originalmente Regimento de Artilharia Ligeira nº 1), em Lisboa,
12. Quartel do Regimento de Infantaria n.º 3, em Beja,
13. Quartel do Regimento de Guarnição n.º 3 (originalmente, Quartel do Batalhão Independente de Infantaria n.º 19), no Funchal.

## A CANIFA
A CANIFA (Comissão das Novas Instalações para as Forças Armadas) constituía um organismo de caráter eventual, criado no seio do Ministério das Obras Públicas, pelo Decreto-lei N.º 44 110 de 21 de dezembro de 1961. Ao ser criada, assumiu as funções das então extintas CANIE (Comissão Administrativa das Novas Instalações para o Exército) e CANIM (Comissão Administrativa das Novas Instalações para a Marinha), que haviam sido criadas respetivamente em 1941 e 1948. Por sua vez, a CANIM havia sucedido à Comissão Administrativa das Obras da Base Naval de Lisboa (CAOBNL), criada em 1939. 
Apesar de grande parte dos quartéis ter sido projetada e construída ainda sob a égide da CANIE e da CANIM, os mesmos acabaram por ficar conhecidos por modelo CANIFA.
Para além de quartéis propriamente ditos, a CANIFA e as suas antecessoras (CAOBNL, CANIE e CANIM) empreenderam a construção, a remodelação e a ampliação de outro tipo de instalações militares, incluindo aeródromos, centros de comunicações, edifícios de capitanias de portos e delegações marítimas, blocos habitacionais, edifícios administrativos, edifícios de oficinas, infraestruturas técnicas e outras.
A CANIFA foi extinta em 1984, através do Decreto-lei N.º 360/84 de 19 de novembro.